# Matronae Amnesahenae
Die Amnesahenae sind Matronen, die einzig durch eine Weihinschrift aus Thorr bei Köln belegt sind.

## Auffindung und Beschreibung
Bei Abbrucharbeiten der alten Kirche von Thorr wurden 1905 neben dem Votivstein für die Amnesahenae weitere Matronensteine als in den Fundamenten verbaute, bearbeitete Spolien gefunden. Die Funde sind in den Besitz des Rheinischen Landesmuseums in Bonn überführt worden und wurden 1906 in der Année épigraphique und durch Hans Lehner zuerst wissenschaftlich publiziert.
Der Votivstein ist aus rotem Sandstein (75 × 72 × 28 cm) gefertigt und stellt ein Fragment eines ehemaligen Aedikulasteins dar, von dem die stark beeinträchtigte Inschriftentafel überliefert ist. Der Sockel ist abgeschlagen, die Ädikula abgebrochen, lediglich die Füße der mittlern Matrone sind rudimentär erkennbar, ebenso der Saum des Gewandes. Das Inschriftenfeld zeigt links Spuren der Behauung durch (mittelalterliche?) Steinmetze, rechts Materialabbruch mit Beschädigung der Inschrift.

## Inschrift und Deutung
Die vierzeilige Inschrift zeigt durchgängig rechtsseitig durch den Materialabbruch eine Beeinträchtigung der Lesbarkeit. Vom proportionalen Verhältnis ist die Inschrift grob über die Hälfte erhalten, sodass der Raum von circa vier Buchstaben fehlt, beziehungsweise ergänzt wird (Zeile 1, 2 Gattungsname, Beiname). Darüber hinaus ist die Inschrift relativ klar lesbar, der Beiname zeigt eine Ligatur aus N+E.

„Matro[nis] / Amnesa[henis(?)] / Sex(tus) Alban[ius] / Valen[s] / pro se et suis imp(erio) ips(arum)“

Bedingt durch die Lacuna rechtsseitig wird der Beiname mit dem geläufigen Matronennamen-Suffix  -henae (-henis) ergänzt. Durch die imperio-ipsarum-Formel weist sich die Inschrift als sogenannte Offenbarungs-Inschrift aus, das heißt, dass dem Dedikanten (S. Albanius Valens) die Matronen (im Traum) erschienen sind und den Befehl zur Stiftung der Votivgabe gegeben haben. 
Siegfried Gutenbrunner deutet den Beinamen als keltisch mit einer häufigen lateinischen Schreibung für das keltische (gallische) bn durch mn (Dumnorix < Dubnorix). Er stellt den Namen des Weiteren zu griechisch ἄφενος = „Reichtum, Überfluß“ aus indogermanisch *ṃbhenos-, ṃbhnesio- „Überfluß, Reichtum“ und vergleicht mit irisch imbed mit gleicher Bedeutung. Hermann Reichert setzt den keltischen Wortstamm ambr- an.
Theo Vennemann leitet den Beinamen von einem gallorömischen (unbelegten) Ortsnamen Amnesacum, Amnisacum ab und verbindet ihn mit dem Ortsnamen des heutigen Niederembt (Nieder- und Oberembt) in mittelbarer Nähe des Fundorts in Thorr.